# Berlaar
Berlaar ist eine belgische Gemeinde in der Region Flandern mit 12.061 Einwohnern (Stand 1. Januar 2024). Sie besteht aus dem Hauptort und dem kleineren Ortsteil Gestel.
Mechelen liegt 15 Kilometer südwestlich, Antwerpen 20 Kilometer nordwestlich und Brüssel etwa 35 Kilometer südwestlich.
Die nächsten Autobahnabfahrten befinden sich bei Massenhoven und Herentals an der A13/E 313 und bei Kontich und Mechelen an der A1/E 19.
Die Gemeinde besitzt einen Regionalbahnhof an der Bahnlinie Antwerpen-Lier-Aarschot und in Antwerpen und Brüssel halten auch überregionale Schnellzüge.
Der Flughafen Antwerpen ist der nächste Regionalflughafen und der Flughafen Brüssel National nahe der Hauptstadt Brüssel ist ein Flughafen von internationaler Bedeutung.

## Persönlichkeiten
- Denis Verschueren (1897–1954), Radrennfahrer

## Weblinks

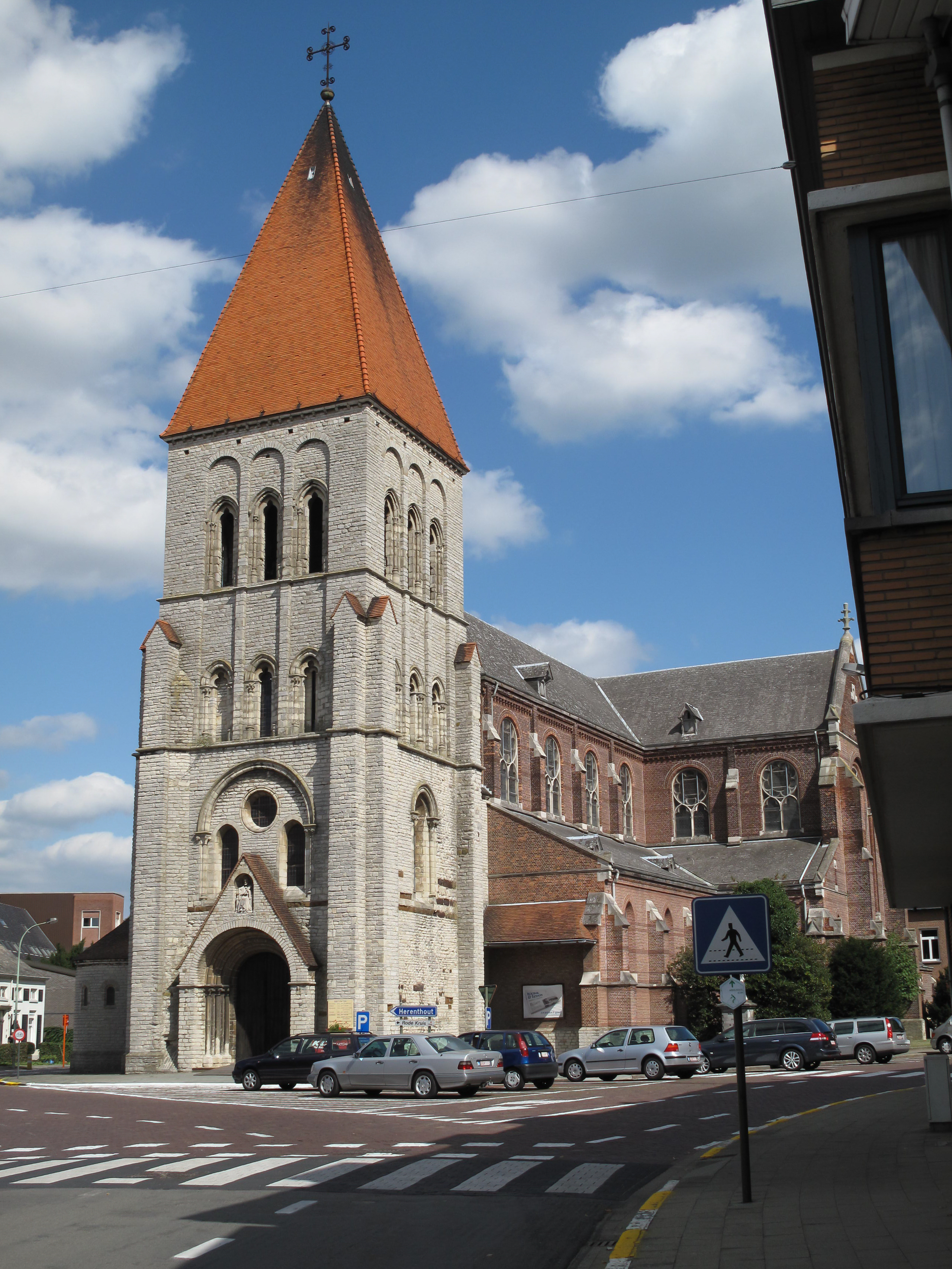
Berlaar, Kirche